# 塩化ラジウム (223Ra)
塩化ラジウム (223Ra)（えんかラジウム223、Radium-223 chloride、223RaCl2）は、前立腺癌の骨転移巣に対する治療薬である。商品名はゾーフィゴ。日本では2016年3月に承認された、初めての「α線を用いた癌治療薬」である。1バイアル（5.6mL）中にラジウム223（223Ra）を6,160kBq（検定時点）含有する。投与量は1回当り55kBq/kg（体重）である。
ノルウェーの製薬会社アルジェタとバイエルにより開発された。

## 概要
効能・効果として、「骨転移のある去勢抵抗性前立腺癌」について承認されている。内臓転移がある場合あるいは外科的または内科的去勢術と併用しない場合の有効性および安全性は確立していない。
2013年に欧州と米国で、2016年に日本で承認され、米国での2014年度の販売額は2億ドル（当時で約250億円）を超え、市場規模が大きくない放射性薬剤としては、初のブロックバスター薬剤（まったく新しい市場の開拓と莫大な売り上げで、開発費を上回る利益を生み出す画期的新薬）となった。

## 副作用
重大な副作用として骨髄抑制が挙げられており、その発現率は、好中球減少（3.9%）、血小板減少（7.4%）、貧血（19.3%）、白血球減少（3.2%）、リンパ球減少（2.0%）、汎血球減少（1.7%）である。
そのほか、第III相臨床試験で見られた副作用（計64.3%）は、悪心（20.8%）、下痢（16.7%）、骨痛（15.8%）、疲労（12.2%）などであった。

## 作用機序
生体内ではラジウムの挙動はカルシウムに似ており、そのほとんどが骨（の腫瘍）組織に分布する:3:29。223Raは半減期11.43日でラドン219（219Rn）に、219Rnは半減期3.96秒でポロニウム215（215Po）にそれぞれ壊変（α崩壊）し、主経路では4つのα崩壊と2つのβ崩壊を経て最終的に鉛207（207Pb）となる。崩壊エネルギーの95%以上がα線として放出される。α線の飛行距離は大変短く、細胞2個〜10個分しか飛ばないので、β線を放出するストロンチウム89（89Sr）に較べて周囲の細胞への影響は少ない。骨への分布選択性とα線の飛行距離から、標的骨形成細胞への放射線照射量は非標的部位の少なくとも8倍以上となる。
投与後のラジウム223の主要排泄経路は糞中排泄で、胆汁中へは分泌されない。

## 臨床試験
骨転移のある去勢抵抗性前立腺癌（英: castration-resistant prostate cancer, CRPC）に対する223Ra治療は、第II相臨床試験では骨髄抑制が最小限で治療の忍容性は良好であった。
また第III相臨床試験（ALSYMPCA試験）では922名の骨転移性CRPC患者が登録され、223Raが全生存期間を延長させることが示された。
ALSYMPCA試験は中間解析で予め定められた有効性を達成し、独立データモニタリング委員会から試験の終了を提案された。全生存期間は実薬（223Ra）群が14.0ヶ月、偽薬群が11.2ヶ月であり、そのハザード比は0.699で、p=0.0022と高度な有意差がついた。

## 承認
2013年、米国で、骨転移があり骨以外の内臓への転移がない去勢抵抗性前立腺癌（CRPC）の治療に対する販売承認が認可された。認可は第III相臨床試験で生存期間が延長されたことにもとづいてアンメット・メディカル・ニーズを満たす治療薬として裁定された。
同試験にもとづいて、欧州では2013年9月に承認された。
日本では同試験ならびに国内での有効性・安全性確認試験の結果を以って、2016年3月に承認された。
223Raはまた内分泌療法に不応となった乳癌の治療薬として、第IIa相臨床試験が実施されている。223Raが骨転移性乳癌のマーカーである骨アルカリホスファターゼ（bALP）と尿中N-テロペプチド（uNTX、I型コラーゲン分解産物）を低下させるというデータが出ている。

## 起源と調製
ラジウム223（Ra-223、223Ra）の半減期は11.4日であり、マリ・キュリーが発見したラジウム226（226Ra）の1601年と較べて非常に短い。
自然界にはウラン235の崩壊系列に痕跡量存在する。通常は人工的に226Raに中性子を当てて作製される。226Raに中性子を当てると227Raを生じ、半減期42分でアクチニウム227（227Ac）に変化する。227Acは半減期21.8年でトリウム227（227Th）となり、227Thは半減期18.7日で223Raとなる。この崩壊系列は、227Acから223Raをミルキングするのに適している。
投与予定日の朝に納品となる。患者の体重（kg）、用量（55 kBq/kg 体重）、検定日の放射能濃度（1,100 kBq/mL）、検定日からの経過日数に応じた減衰係数（減衰表参照、f）を用いて、次の式を用いて投与量（mL）を算出する。投与量早見表もある。約1分間かけてゆっくりと投与する。
{\displaystyle {\mbox{Dose(mL)}}={\frac {{\mbox{Weight(kg)}}\times {\mbox{55}}(kBq/kgw)}{{\mbox{f}}\times {\mbox{1,100}}(kBq/mL)}}}

## その他のラジウム223化合物
ラジウムは安定な化合物を形成しないので、ある種の癌に対しては、モノクローナル抗体を表面に結合させたリポソームに封入して223Raを注射する方法が試みられている。